# Ruth Willemse
Ruth Willemse is een Nederlandse operazangeres. Ze studeerde aan het Conservatorium van Amsterdam en studeerde in juni 2013 af aan het Groningse Prins Claus Conservatorium. Willemse zingt zowel muziek voor mezzosopraan als voor alt.
In 2010 vertolkte Willemse de rol van Ciesca in Gianni Schicchi, in 2011 de rol van Miss Todd in The Old Maid and the Thief en in 2012 die van Concepcion in L'heure espagnole.
Bij de Nationale Opera debuteerde ze in 2015 in de voorstelling Reimsreisje. In deze bewerking van Rossini's opera Il viaggio a Reims vertolkte zij de rol van Maddalena. Later speelde ze bij de Nederlandse Reisopera de rollen van Kate Pinkerton in Madama Butterfly, Berta in De barbier van Sevilla en Old Lady in Candide.
Met pianist Vital Stahievitch bracht Willemse in 2018 haar eerste album uit. Hierop zingt zij onder andere de Wesendonck-Lieder van Wagner.